# Scopula axiata
Scopula axiata är en fjärilsart som beskrevs av Rudolf Püngeler 1908. Scopula axiata ingår i släktet Scopula och familjen mätare. Inga underarter finns listade.